# Fred Sinowatz

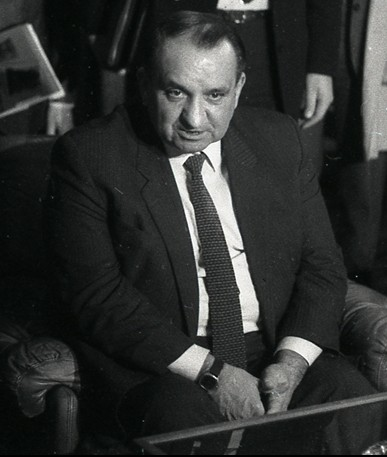
Fred Sinowatz

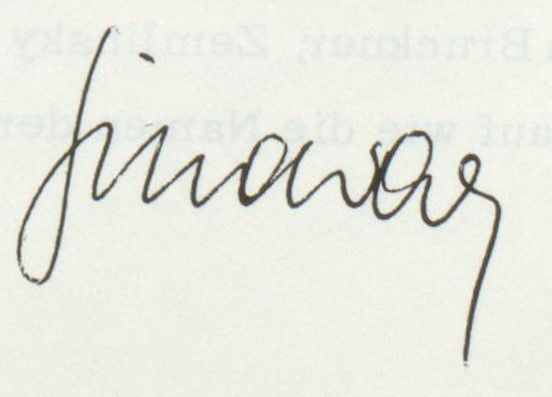

Alfred „Fred“ Sinowatz (* 5. Februar 1929 in Neufeld an der Leitha, Burgenland; † 11. August 2008 in Wien) war ein österreichischer Politiker (SPÖ). 
Er war von Mai 1983 bis Juni 1986 Bundeskanzler der Republik Österreich.
Als Bundesminister für Unterricht und Kunst der Regierungen Bruno Kreiskys von November 1971 bis Mai 1983 zeichnete er für sozial orientierte Reformen im Bildungssystem verantwortlich. Er ließ zahlreiche neue höhere Schulen in Bezirkshauptstädten bauen, erleichterte den AHS-Zugang, führte unter anderem die Schülerfreifahrt, Gratis-Schulbücher sowie Schul- und Heimbeihilfen ein.
Während des Wahlkampfs zur Bundespräsidentenwahl im Juni 1986 trat Bundeskanzler Sinowatz im Zuge der sogenannten „Waldheim-Affäre“ vehement gegen den Kandidaten der ÖVP, Kurt Waldheim, auf. Als dieser gewählt wurde, trat Sinowatz als Bundeskanzler zurück. Gemäß seinem Vorschlag wurde Franz Vranitzky sein Nachfolger.

## Leben
Sinowatz entstammte einer burgenlandkroatischen Familie. Sein Vater war Maschinenschlosser, die Mutter Fabrikarbeiterin. Da es im Burgenland damals keine öffentlichen weiterführenden Schulen gab, besuchte er nach der Volksschule das Gymnasium in Wiener Neustadt. Nach einem Schulwechsel maturierte er am BG&BRG Baden Biondekgasse in Baden bei Wien. Danach studierte er an der Universität Wien Geschichte, Germanistik und Zeitungswissenschaften. 1953 promovierte er mit der Dissertation Protestantismus und katholische Gegenreformation in der Grafschaft Forchtenstein und Herrschaft Eisenstadt. Ein Beitrag zur burgenländischen Landes-, Orts- und Kirchengeschichte zum Dr. phil. (Geschichtswissenschaften). Danach trat Sinowatz in den Beamtendienst der Landesregierung des Bundeslandes Burgenland ein. 1956 wurde er Mitarbeiter in der Bibliothek des Burgenländischen Landesarchivs in Eisenstadt. Als sogenannter „Weißer Jahrgang“ musste er keinen Wehrdienst leisten.
Sinowatz war verwitwet und hatte zwei Kinder. Mit seinem Geburts- und Heimatort Neufeld war Sinowatz zeitlebens auf das Engste verbunden. Er wuchs dort auf und baute auf einem Grundstück, das ihm seine Eltern geschenkt hatten, ein Haus.
Vor seinem Tod wurde Sinowatz zwei Wochen lang im Allgemeinen Krankenhaus der Stadt Wien behandelt. Hier wurde noch eine – letztlich erfolglose – Herzoperation durchgeführt. Sinowatz verstarb im Donauspital.

## Politische Karriere
Sinowatz war von 1957 bis 1969 Mitglied des Gemeinderates von Neufeld an der Leitha. 1961 wurde Sinowatz Landesparteisekretär der SPÖ Burgenland und bekleidete diese Funktion bis 1978. Ebenfalls 1961 wurde er Abgeordneter zum Burgenländischen Landtag und war von 1964 bis 1966 Landtagspräsident. Von 1966 bis 1971 war er als Landesrat für Kultur Mitglied der Landesregierung. Anschließend wechselte er in den Nationalrat, wo er bis zu seiner Ernennung zum Bundeskanzler 1983 Abgeordneter war.
1978 wurde Sinowatz stellvertretender Vorsitzender der SPÖ Burgenland. Von 1981 bis 1988 war er Mitglied des Bundesparteipräsidiums der SPÖ, von 1983 bis 1988 deren Bundesparteivorsitzender.
Fred Sinowatz war von 1971 bis 1983 Bundesminister für Unterricht und Kunst. Seine Amtszeit unter der Regierung Kreisky war von zahlreichen schulpolitischen Reformen geprägt. Mit der Einführung von Gratisschulbüchern und Schülerfreifahrten, der Errichtung höherer Schulen in den Bezirkshauptstädten und der Gewährung von Schul- und Heimbeihilfen wurde Bildung weniger von den finanziellen Möglichkeiten der Eltern abhängig. Außerdem wurde die Aufnahmeprüfung für die AHS abgeschafft und neue Schultypen wie das Oberstufenrealgymnasium (das auch Hauptschülern den Zugang zur Matura ermöglicht) sowie die flächendeckende Koedukation eingeführt. Diese Reformen halfen auch, das Bildungsgefälle zwischen Stadt und Land abzubauen. Als für Kultus zuständiger Minister verordnete er am 13. Dezember 1982 die Anerkennung des Buddhismus in Österreich.
Im Jänner 1981 wurde Sinowatz nach dem Rücktritt von Bruno Kreiskys „Kronprinz“ Hannes Androsch Vizekanzler.
Nach der Nationalratswahl 1986 wurde Sinowatz bis zum 27. Jänner 1987 mit der vorläufigen Wahrnehmung der Geschäfte des Klubobmanns des SPÖ-Parlamentsklubs beauftragt.

## Sinowatz als Bundeskanzler
Nach dem Verlust der absoluten SPÖ-Mehrheit bei der Nationalratswahl am 24. April 1983 und Kreiskys Rücktritt wurde Fred Sinowatz widerstrebend Bundeskanzler (Mai 1983). Mit der FPÖ bildete er das Kabinett Sinowatz, eine noch von Kreisky ausverhandelte kleine Koalition, die Rot-Blaue Koalition. Große Bedeutung gewann in der folgenden Zeit der als Koordinator der Koalition und mächtiger Kanzlerberater tätige Kabinettschef von Sinowatz, Hans Pusch.
In der schweren innenpolitischen Krise um die Besetzung der Hainburger Au sorgte Sinowatz – auch auf öffentlichen Druck – am 22. Dezember 1984 mit der Verhängung eines „Weihnachtsfriedens“ für eine Entspannung.
Trotz dieses Erfolges stand seine Regierungszeit unter keinem guten Stern. Er hatte mit dem Glykolwein-Skandal, dem Skandal um den Neubau des Wiener AKH und hauptsächlich mit der Krise der hoch verschuldeten verstaatlichten Industrie (v. a. der VÖEST) zu kämpfen.
Im Zuge der medialen Aufbereitung der Skandale und Schwierigkeiten wurde immer wieder ein verkürztes Zitat Sinowatz’ aus seiner Regierungserklärung 1983 publiziert: Einer Darstellung der Herausforderungen der nächsten Jahre folgte die Feststellung „Ich weiß schon, meine Damen und Herren, das alles ist sehr kompliziert …“ – dieser Ausspruch wird zumeist in der Form „Es ist alles sehr kompliziert …“ wiedergegeben.
Anfang 1985 geriet er überdies unter Druck, als Verteidigungsminister Friedhelm Frischenschlager (FPÖ) den aus italienischer Haft freigelassenen Kriegsverbrecher Walter Reder bei dessen Ankunft offiziell empfing.
1986, nach dem Reaktorunfall von Tschernobyl, beschloss die Regierung Sinowatz mit Bonn über einen Verzicht auf die bayerische Wiederaufarbeitungsanlage Wackersdorf zu verhandeln, weil ein Unfall „ganz Österreich bedrohen“ würde.

## Die Waldheim-Affäre
Vor dem Wahlkampf um die Bundespräsidentschaft 1986 deutete er in einer Sitzung des Vorstandes der Burgenländischen SPÖ gemäß der späteren Darstellung von Ottilie Matysek an, man werde die Österreicher rechtzeitig auf die „braune Vergangenheit“ des ÖVP-Kandidaten Kurt Waldheim aufmerksam machen. Diese Bemerkung gelangte durch eine Indiskretion an das österreichische Nachrichtenmagazin profil, das deshalb zu recherchieren begann und damit die Waldheim-Debatte eröffnete.
Während des gesamten Wahlkampfes stellte sich Sinowatz klar gegen Waldheim. Auf dessen Versicherung, er sei nicht Mitglied des Reiterkorps der Sturmabteilung (SA) gewesen und dort nur ab und zu „mitgeritten“, konterte Sinowatz mit der Bemerkung:

„Wir nehmen zur Kenntnis, dass er nicht bei der SA war, sondern nur sein Pferd bei der SA gewesen ist.“

Fred Sinowatz trat einen Tag nach Kurt Waldheims Sieg bei der Bundespräsidentenwahl als Bundeskanzler zurück (Juni 1986) und empfahl den bisherigen Finanzminister Franz Vranitzky als Nachfolger.
Am 17. März 1988 kündigte er auch seinen bevorstehenden Rücktritt als Parteivorsitzender an; Vranitzky wurde auf einem außerordentlichen Parteitag am 11. Mai 1988 auch in dieser Funktion sein Nachfolger.
Damals demissionierte Sinowatz auch als Abgeordneter zum Nationalrat.
Wegen der Aussage über Waldheims Vergangenheit strengte er gegen die mittlerweile zur SPÖ-Dissidentin gewordene Ottilie Matysek einen Prozess wegen Ehrverletzung an. Obwohl die gesamte SPÖ-Spitze des Burgenlandes (darunter Landeshauptmann Johann Sipötz) geschlossen zu seinen Gunsten aussagte und Matyseks Darstellung bestritt, vertraute das Gericht auf die (allerdings auch durch chemische und andere technische Untersuchungen seitens des deutschen Bundeskriminalamtes gestützte) Authentizität von handschriftlichen Aufzeichnungen und wies die Klage ab. Dies führte in der Folge auch zum Rücktritt von Sipötz und Mitte April 1991 zu einer rechtskräftigen Verurteilung Sinowatz’ wegen falscher Zeugenaussage zu einer Geldstrafe in Höhe von 360.000 Schilling: 
Mit dem Urteil eines Einzelrichters des Landesgerichtes für Strafsachen Wien vom 25. September 1990, Zahl 4 c E Vr 8.514/88-87, war Sinowatz des Vergehens der falschen Beweisaussage vor Gericht nach dem § 288 Abs. 1 StGB schuldig erkannt worden. Der dagegen von Sinowatz erhobenen Berufung gab das Oberlandesgericht Wien mit Urteil vom 15. April 1991, Zahl 22 Bs 449/90, keine Folge.

## Rückzug ins Privatleben

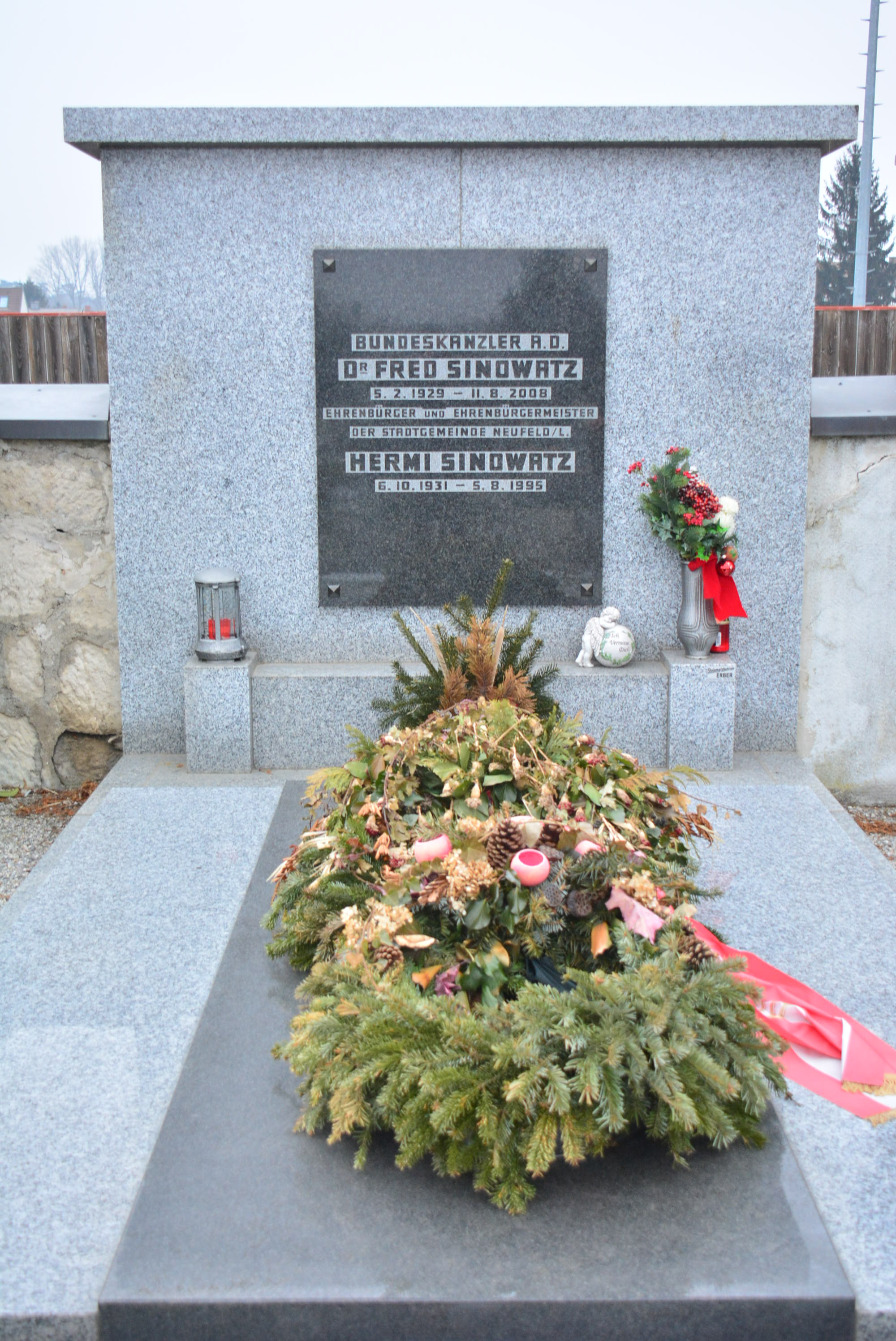
Grab von Fred Sinowatz und seiner Frau

Nach seiner Zeit als Bundeskanzler zog sich Sinowatz aus dem öffentlichen Leben zurück, allerdings rückten ihn die Gerichtsverfahren noch zwei Mal ins mediale Interesse. 
1991 wurde er wegen falscher Zeugenaussage in der Waldheim-Affäre rechtskräftig verurteilt. Eine Anklage im Noricum-Politikerprozess endete am 24. Juni 1993 mit einem Freispruch.
Fred Sinowatz starb am 11. August 2008. Im Rahmen der Trauerfeiern für Sinowatz wurde sein Sarg zunächst im Parlament aufgebahrt, dann am Tag des Begräbnisses in der Pfarrkirche von Neufeld an der Leitha und danach wurde der Sarg auf dem Neufelder Ortsfriedhof in einem Ehrengrab beigesetzt. Bei den Trauerfeierlichkeiten anwesend waren der Burgenländische Landtag, Landtagspräsident Walter Prior, Landeshauptmann Hans Niessl, Bundeskanzler Alfred Gusenbauer, Bürgermeister von Neufeld an der Leitha Michael Lampel sowie Bundesminister und Vorsitzender der Sozialdemokratischen Partei Österreichs, Werner Faymann. Grabreden wurden von Landeshauptmann Hans Niessl und Bundespräsident Heinz Fischer gehalten.

## Auszeichnungen und Ehrungen
- 1984 Großkreuz des portugiesischen Christusordens[15]
- 2001 Ehrenbürgerschaft der Stadt Rust
- 2004 Großes Goldenes Ehrenzeichen für Verdienste um das Land Wien mit dem Stern
- 2004 Begründung des Fred-Sinowatz-Wissenschaftspreises durch das Burgenland (anlässlich des 75. Geburtstags)
- Ehrenbürgerschaft der Stadt Mattersburg
- 2008 Benennung der „Dr. Fred Sinowatz-Straße“ in Mattersburg[16]
- 2008 Großer Verdienstorden des Landes Südtirol